# Trichodiadema fourcadei
Trichodiadema fourcadei är en isörtsväxtart som beskrevs av L. Bol. Trichodiadema fourcadei ingår i släktet Trichodiadema och familjen isörtsväxter. Inga underarter finns listade i Catalogue of Life.